# San Isidro (Matagalpa)
San Isidro est une municipalité du département de Matagalpa au Nicaragua.

## Démographie
En 2005, la ville avait une population de 17 412 habitants.

## Jumelages
- Pittsburgh (États-Unis)